# Sylvia Mitchell
Sylvia Mitchell, född 13 oktober 1937, är en friidrottare från Australien. Hon deltog vid olympiska sommarspelen 1960.